# Betesankwe
Betesankwe is een dorp in het district Southern in Botswana. De plaats telt 389 inwoners (2011).